# Alicyclobacillus acidocaldarius
Alicyclobacillus acidocaldarius (antes chamada Bacillus acidocaldarius) é uma espécie de bactéria gram-positiva, estritamente aeróbica. Estas bactérias são acidófilos, termófilas e produzem endósporos. As primeiras cepas identificadas de A. acidocaldarius procediam de gêisers do Parque Nacional de Yellowstone e da terra de fumarolas do Parque Nacional dos Vulcões do Hawai. A espécie foi originalmente classificada como Bacillus acidocaldarius em 1971, mas depois, novos estudos sobre o ARNr 16S consideraram que a espécie seria melhor classificada no género de nova criação Alicyclobacillus. O nome da espécie deriva do latim acidum, 'ácido', e caldarius 'calor', referindo-se aos ambientes ácidos e de alta temperatura dos quais foi isolada. Thomas D. Brock foi um dos investigadores que primeiro categorizaram várias espécies termófilas; a sua descoberta de Thermus aquaticus permitiu a outros investigadores descobrir a Taq polimerase e a reação em cadeia da polimerase (PCR).
Uma cepa de A. acidocaldarius foi isolada de solos termicamente aquecidos do Mount Rittmann na Antártida.
A. acidocaldarius está entre as primeiras três espécies reclassificadas a partir do género Bacillus, onde estavam inicialmente classificados, ao novo género criado Alicyclobacillus em 1992, juntamente com o A. acidoterrestris e A. cycloheptanicus.
A temperatura de crescimento apropriada para A. acidocaldarius é de 60-65 °C, e pode crescer no entre 45-70 °C. O pH óptimo é 3,0-4,0, e pode crescer entre o pH 2,0-6,0.